# 바이퍼 (마담 하이드라)
바이퍼 (마담 하이드라)는 본명이 오펠리아 사르킨산으로 마블 코믹스의 악당이다. 그녀는 어벤저스와 엑스맨의 적이며 히드라의 수장이다.

## 생애
오펠리아 사르킨산은 중유럽 헝가리에서 고아로 자란 아이였다. 그녀의 얼굴의 일부는 치료되었음에도 불구하고 한 때 긁힌 자국이 남아있었다. 그녀는 12살 무렵 히드라에게 붙잡혀 크라켄에 의해 구출되었다. 22살에 그녀는 크라켄의 가장 훌륭한 학생이 되었다. 그녀는 이후 히드라의 계급사회 안으로 진입하게 되었고 S.H.I.E.L.D.로 알려진 조직과 캡틴 아메리카 등과 빈번하게 충돌하게 되었다. 그녀는 마담 하이드라라는 암호명을 가지고 히드라의 지도자로 등장했고, 캡틴 아메리카를 잡은 후 뉴욕 시의 수자원을 오염시키려고 했다. 그녀는 캡틴 아메리카를 잡기 위한 함정으로 릭 존스를 잡았다. 그리고 그녀는 가스를 뿌려 어벤저스를 굴복시킨
후 캡틴 아메리카와 충돌했다. 그러나 그녀는 캡틴 아메리카와 릭 존스가 미사일을 피하고 자신은 폭사했다.
이후 이는 스페이스 팬텀이 그녀와 장소를 바꾼 것으로 드러났다
그녀는 히드라와 깊은 연관이 있었다. 마담 히드라는 바이퍼라 불리는 요르단 스트라이크를 도와주었고, 그를 암살한 후 그 암호명을 채택한 후 서펀트 스쿼드의 리더가 되었다. 새로운 바이퍼가 되어 그녀는 록슨 정유사의 CEO인 휴 존스를 납치하여 그를 서펀트 크라운으로 만들려고 했다. 그녀는 노매드, 네이머와 다시 전투를 벌였다.
바이퍼는 S.H.I.E.L.D.의 헬리캐리어를 장악한 후, 그것을 미국 의사당에 충돌시키려는 계획을 세웠다. 그녀는 부메랑과 실버 사무라이를 행동대장으로 삼고 스파이더맨, 닉 퓨리, 블랙 위도우, 샹치와 싸움을 벌였다. 바이퍼는 이후 실버 사무라이를 그녀의 작전대장으로 삼고 미카엘 크레머를 납치하려고 했다. 바이퍼는 처음으로 스파이더우먼과 싸웠고, 그녀가 메리엄 드류라고 확신했다. 드류는 스파이더우먼의 어머니로 1931년 사라진 것으로 알려졌다. 메리엄은 이후 치톤과 연합하여 장수의 삶을 누리게 된 것으로 알려졌다. 바이퍼는 50년 간 치톤을 통해 살아남았다고 입증하며 치톤을 제거하여 스파이더우먼을 살려주었다.
실버 사무라이를 고용한 후 바이퍼는 다시 뉴 뮤턴트들과 싸움을 벌였다. 그녀의 많은 테러 활동을 통해 그녀는 서펀트 소사이어티의 통제권을 획득하려고 했다. 이후 이들은 서펀트 소사이어티의 주도권을 두고 충돌했고, 바이퍼는 코브라와 붐스랑, 코퍼헤드를 보내 워싱턴 DC의 수도시설을 오염시켰다. 바이퍼는 대통령과 백악관을 혼란에 빠뜨렸고, 캡틴 아메리카와 다시 충돌했다. 그녀는 코브라에
의해 배신을 당해 캡틴 아메리카에 붙잡혔지만 감옥을 탈출하는데 성공했다. 그녀는 이후 약물 중독을 통해 뱀 뮤타젠을 만들었고 퍼니셔와 싸우기도 했다.